# Evelina Nikolova
Evelina Nikolova (n. 18 ianuarie 1993, Petrici, Blagoevgrad, Bulgaria) este o luptătoare ce a reprezentat Bulgaria, medaliată olimpică. A participat la o ediție a Jocurilor Olimpice (2020) în care a câștigat o medalie de bronz.